# Lijn 12 (metro van Madrid)
Lijn 12, ook gekend als de MetroSur (Nederlands: Zuidelijke metro) is een ringlijn van de Madrileense metro door de zuidelijke voorsteden van de Spaanse hoofdstad Madrid. De lijn ligt nergens op het grondgebied van de stad Madrid, maar verbindt vijf voorsteden ten zuiden van Madrid en bedient zo ongeveer 1.000.000 mensen. De voorsteden die door lijn 12 worden aangedaan, zijn Alcorcón, Leganés, Getafe, Fuenlabrada en Móstoles, alle vijf onderdeel van de autonome gemeenschap Madrid.
Ondanks het gegeven dat delen van de lijn door onbewoond gebied lopen zijn er geen bovengrondse baanvakken teneinde toekomstige stedelijke ontwikkeling te faciliteren. Met een totale lengte van 40,6 km, is het de langste lijn in het netwerk, zelfs nog langer dan de lijnen 9 en 10 die forse uitbreidingen kregen in het noorden en zuiden van de hoofdstad. Lijn 12 heeft een echter beperkte bezettingsgraad, met slechts ongeveer 32.000.000 reizen in 2018, wat dan nog lager was dan de 34.800.000 in 2017. Deze daling werd evenwel voornamelijk veroorzaakt door renovatiewerkzaamheden die de tijdelijke sluiting van secties van de lijn noodzakelijk maakte. Het is van het Madrileense metronet de drie na rustigste lijn die enkel de nog-te-voltooien lijn 11 en de Luchthaven verbindingslijn achter zich laat.
De treinen zijn voorzien is van automatische treinsturing, maar rijden wel bemande stuurposten.
De enige aansluiting van lijn 12 met de andere metrolijnen van de stad was tot 21 april 2025 het station Puerta del Sur in het noorden van de lus waar een overstap mogelijk is naar lijn 10. De tweede aansluiting werd gerealiseerd door de zuidelijke verlenging van lijn 3 die in het noordoosten van de lus bij station El Casar een overstapmogelijkheid biedt.

## Stations
| Station                     | Overstappunt | Foto * | Type                         | Geopend       | Ligging                       | Voorstad    |
| --------------------------- | ------------ | ------ | ---------------------------- | ------------- | ----------------------------- | ----------- |
| Puerta del Sur              | 10           | 2510 ! | ondiep gelegen zuilenstation | 11 april 2003 | 40° 20′ 43″ NB, 3° 48′ 44″ WL | Alcorcón    |
| San Nicasio                 |              | 2600 ! | ondiep gelegen zuilenstation | 11 april 2003 | 40° 20′ 10″ NB, 3° 46′ 33″ WL | Leganés     |
| Leganés Central             |              | 2610 ! | ondiep gelegen zuilenstation | 11 april 2003 | 40° 19′ 44″ NB, 3° 46′ 17″ WL | Leganés     |
| Hospital Severo Ochoa       |              | 2620 ! | ondiep gelegen zuilenstation | 11 april 2003 | 40° 19′ 18″ NB, 3° 46′ 5″ WL  | Leganés     |
| Casa del Reloj              |              | 2630 ! | ondiep gelegen zuilenstation | 11 april 2003 | 40° 19′ 36″ NB, 3° 45′ 34″ WL | Leganés     |
| Julián Besteiro             |              | 2640 ! | ondiep gelegen zuilenstation | 11 april 2003 | 40° 20′ 5″ NB, 3° 45′ 10″ WL  | Leganés     |
| El Carrascal                |              | 2650 ! | ondiep gelegen zuilenstation | 11 april 2003 | 40° 20′ 12″ NB, 3° 44′ 25″ WL | Leganés     |
| El Bercial                  |              | 2660 ! | ondiep gelegen zuilenstation | 11 april 2003 | 40° 19′ 45″ NB, 3° 43′ 46″ WL | Getafe      |
| Los Espartales              |              | 2670 ! | ondiep gelegen zuilenstation | 11 april 2003 | 40° 19′ 26″ NB, 3° 43′ 7″ WL  | Getafe      |
| El Casar                    | 03           | 2680 ! | ondiep gelegen zuilenstation | 11 april 2003 | 40° 19′ 7″ NB, 3° 42′ 36″ WL  | Getafe      |
| Juan de la Cierva           |              | 2690 ! | ondiep gelegen zuilenstation | 11 april 2003 | 40° 18′ 42″ NB, 3° 43′ 20″ WL | Getafe      |
| Getafe Central              |              | 2700 ! | ondiep gelegen zuilenstation | 11 april 2003 | 40° 18′ 35″ NB, 3° 44′ 2″ WL  | Getafe      |
| Alonso de Mendoza           |              | 2710 ! | ondiep gelegen zuilenstation | 11 april 2003 | 40° 18′ 2″ NB, 3° 44′ 11″ WL  | Getafe      |
| Conservatorio               |              | 2720 ! | ondiep gelegen zuilenstation | 11 april 2003 | 40° 17′ 36″ NB, 3° 44′ 45″ WL | Getafe      |
| Arroyo Culebro              |              | 2730 ! | ondiep gelegen zuilenstation | 11 april 2003 | 40° 17′ 19″ NB, 3° 45′ 25″ WL | Getafe      |
| Parque de los Estados       |              | 2740 ! | ondiep gelegen zuilenstation | 11 april 2003 | 40° 17′ 12″ NB, 3° 47′ 13″ WL | Fuenlabrada |
| Fuenlabrada Central         |              | 2750 ! | ondiep gelegen zuilenstation | 11 april 2003 | 40° 16′ 57″ NB, 3° 47′ 57″ WL | Fuenlabrada |
| Estación de Parque Europa   |              | 2760 ! | ondiep gelegen zuilenstation | 11 april 2003 | 40° 17′ 7″ NB, 3° 48′ 23″ WL  | Fuenlabrada |
| Hospital de Fuenlabrada     |              | 2770 ! | ondiep gelegen zuilenstation | 11 april 2003 | 40° 17′ 9″ NB, 3° 49′ 0″ WL   | Fuenlabrada |
| Loranca                     |              | 2780 ! | ondiep gelegen zuilenstation | 11 april 2003 | 40° 17′ 47″ NB, 3° 50′ 16″ WL | Fuenlabrada |
| Manuela Malasaña            |              | 2790 ! | enkelgewelfdstation          | 11 april 2003 | 40° 18′ 33″ NB, 3° 51′ 50″ WL | Móstoles    |
| Hospital de Móstoles        |              | 2800 ! | ondiep gelegen zuilenstation | 11 april 2003 | 40° 18′ 59″ NB, 3° 52′ 29″ WL | Móstoles    |
| Pradillo                    |              | 2810 ! | ondiep gelegen zuilenstation | 11 april 2003 | 40° 19′ 18″ NB, 3° 51′ 54″ WL | Móstoles    |
| Móstoles Central            |              | 2820 ! | ondiep gelegen zuilenstation | 11 april 2003 | 40° 19′ 43″ NB, 3° 51′ 48″ WL | Móstoles    |
| Universidad Rey Juan Carlos |              | 2830 ! | ondiep gelegen zuilenstation | 11 april 2003 | 40° 20′ 6″ NB, 3° 52′ 20″ WL  | Móstoles    |
| Parque Oeste                |              | 2840 ! | ondiep gelegen zuilenstation | 11 april 2003 | 40° 20′ 46″ NB, 3° 50′ 57″ WL | Alcorcón    |
| Alcorcón                    |              | 2850 ! | ondiep gelegen zuilenstation | 11 april 2003 | 40° 21′ 0″ NB, 3° 49′ 54″ WL  | Alcorcón    |
| Parque Lisboa               |              | 2860 ! | ondiep gelegen zuilenstation | 11 april 2003 | 40° 20′ 59″ NB, 3° 49′ 17″ WL | Alcorcón    |

- De sorteerwaarde van de foto is de ligging langs de lijn